# Tera (Soria)
Tera es una localidad española del municipio de Almarza, en la provincia de Soria y la comunidad autónoma de Castilla y León.
El casco urbano de esta localidad se encuentra situada sobre un promontorio y bañada por el río Tera, que a su vez le da nombre. Es una de las localidades de la comarca de  Almarza, zona tradicionalmente ganadera y de la que destaca la producción de dos productos de renombre, como son la leche y la afamada mantequilla de Soria. Esta localidad, además tiene cierto renombre chacinero, mantenido en la actualidad por una fábrica especializada en la producción artesana de embutidos. Su casco urbano contó con varias casas nobles, de las que actualmente se conserva la Casa-Palacio del Marqués de Vadillo, declarada bien de interés cultural en 2012.  Al norte de su término se encuentra el despoblado de Estepa de Tera. Además, en la ladera situada entre la iglesia y el río se encontraron fósiles de dinosaurio que han sido depositados en el Museo Numantino de Soria. La tradición oral habla de que en su término estuvo el monasterio de Santa María de Tera. Actualmente, la Asociación Amigos de Tera se encarga de la realización de diversas actividades lúdicas y culturales, como la carrera de San Silvestre y las actividades que tienen lugar durante todo el mes de agosto.

## Ubicación
Esta pequeña población que pertenece administrativamente a la comarca del Almarza, aunque geográficamente a veces la sitúan en las Tierras Altas está ubicada en el norte de la provincia, en un valle que forman los ríos Tera y Razón, en el límite sur de la Reserva Regional de caza de Urbión. Su acceso principal es a través de la N-111 que la comunica, junto con la SO-820, con Almarza y con Soria, esta última la capital provincial.

## Historia
Alcanzó cierta relevancia en el siglo XVI, con motivo de las explotaciones ganaderas, llegando a ser Centro de Trashumancia. Esta localidad contó con varias casas o palacios de nobles, entre los que se encuentra la Casa-Palacio del marqués de Vadillo, familia noble que obtuvo su título de manos de Felipe V, quien se lo concedió en 1712 a Francisco de Asís de Salcedo y Aguirre.
El censo de Pecheros de 1528, en el que no se contaban eclesiásticos, hidalgos y nobles, registraba la existencia 29 pecheros, es decir unidades familiares que pagaban impuestos.
Lugar que durante la Edad Media perteneció a la Comunidad de Villa y Tierra de Soria formando parte del Sexmo de Tera.
A la caída del Antiguo Régimen la localidad se constituye en municipio constitucional, entonces conocido como Tera en la región de Castilla la Vieja, partido de Soria que en el censo de 1842 contaba con 42 hogares y 170 vecinos.
A mediados del siglo XIX crece el municipio porque se incorpora Estepa de Tera. En el siglo XX este municipio desaparece porque se integra en el municipio de Almarza.

## Geografía humana

### Demografía
| Gráfica de evolución demográfica de Tera entre 1842 y 1960 |
| |
| Población de derecho según los censos de población del INE Población de hecho según los censos de población del INEEntre el censo de 1857 y el anterior, crece el término del municipio porque incorpora a 425041 (Estepa de Tera) Entre el censo de 1970 y el anterior, este municipio desaparece porque se integra en el municipio 42019 (Almarza) |

En el 2013 cuenta con un censo de población formado por 94 censados, dividido a partes iguales entre hombres y mujeres.

## Patrimonio
- Iglesia de Nuestra Señora del Carmen, de estilo gótico pero con restos visible de su origen románico.[10]
- Casa-Palacio del marqués de Vadillo, declarada bien de interés cultural con categoría de monumento en 2012. Es un ejemplo singular ejemplo de explotación ganadera del siglo XVI, formada por un conjunto de edificaciones delimitado por una cerca de piedra, agrupadas en torno a patios en los que, junto al edificio principal, obra de los últimos años del siglo XV y principios del siglo XVI, se disponen edificaciones secundarias con funciones agrícolas y ganaderas que, a pesar de las modificaciones sufridas, han mantenido hasta el momento presente, su vinculación funcional con las labores agropecuarias. Fue la residencia oficial del marqués que le da nombre y en el interior del recinto se encuentra la ermita de Santa Constanza.[11]

## Fiestas
- Virgen del Carmen el 16 de julio, aunque normalmente se celebra el sábado siguiente al de su festividad. Era tradición que durante esta festividad los marqueses de Vadillo dieran de comer caldereta a los pobres. En la actualidad, esta tradición se ha sido reemplazada por un vermú para los que acuden al palacio.
- Santa Constanza, celebrada el primer fin de semana de septiembre. La festividad comienza con el traslado de la reliquia de Santa Constanza desde la ermita en la que se custodia, hasta la iglesia en la que se venera durante su festividad. Las fiestas comienzan el viernes por la noche y se prolongan hasta la tarde-noche del domingo. Estas fiestas alcanzan su momento álgido el sábado en la procesión antes nombrada y el domingo por la mañana, con la celebración de la Tradicional Gallofa, que incluye, en su descanso, una procesión.
- Santa Bárbara el 4 de diciembre, aunque se suele trasladar al puente de la Constitución.